# Bâtiment principal de l'université d'État de Moscou
 (mai 2023).
Si vous disposez d'ouvrages ou d'articles de référence ou si vous connaissez des sites web de qualité traitant du thème abordé ici, merci de compléter l'article en donnant les références utiles à sa vérifiabilité et en les liant à la section « Notes et références ».
Cet article court présente un sujet plus développé dans : Université d'État de Moscou.
L'université d'état de Moscou est une institution qui existe déjà depuis 1755 (sa fonction actuelle est d’accueillir différents instituts et facultés de Russie). Le bâtiment en lui-même, nommé bâtiment principal de l'université de Moscou (en russe : Гла́вное зда́ние МГУ), a été construit en 1953 par l'architecte Lev Roudnev sous les ordres de Staline. Il fait partie des « Sept Sœurs » moscovites, des bâtiments au style impérial stalinien. Le bâtiment se situe dans la banlieue ouest de Moscou sur la rive droite de la Moskova.

## Architecture
Sa hauteur est de 240 m pour 41 étages et 67 ascenseurs.
Le bâtiment principal de l'université de Moscou est construit dans un style impérial stalinien, les matériaux qui la composent sont le béton, la pierre, la céramique et l’acier. Le bâtiment est composé de formes cubique et rectangulaire et presque exclusivement de lignes droites avec parfois quelques courbes. Sa construction a nécessité l'utilisation des nouvelles technologies pour retirer l'eau par exemple.

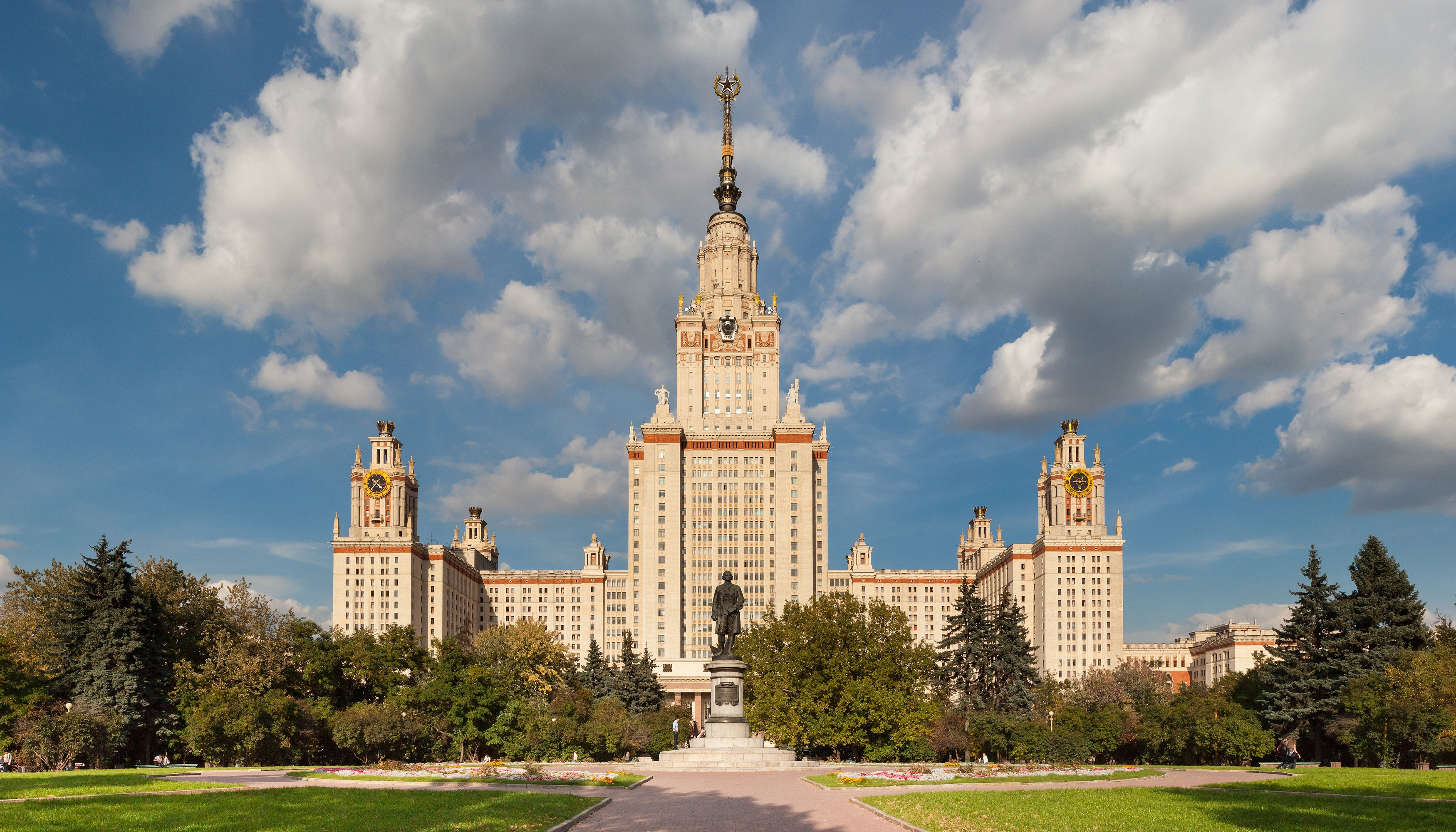
De jour, les couleurs du bâtiment sont blancs, doré et rouge.
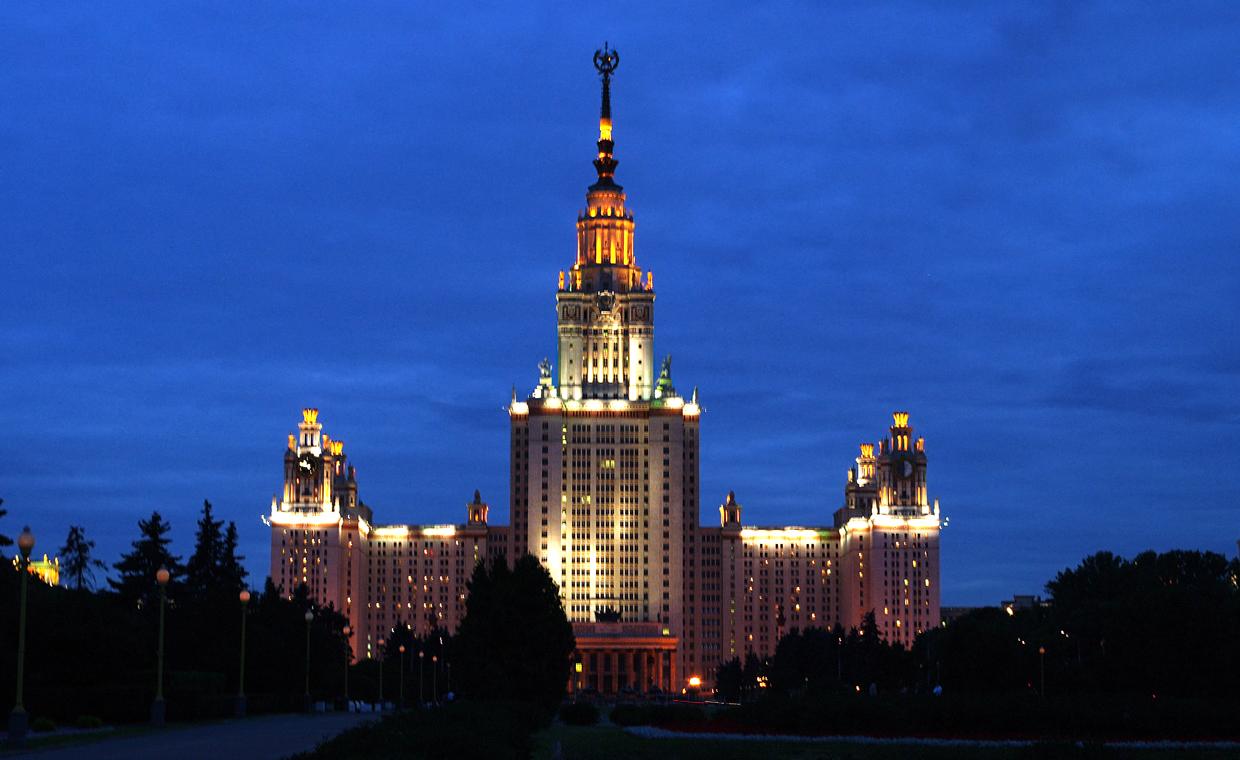
De nuit, le doré et l'argenté dominent.